# Chipiltepec
Chipiltepec är en ort i Mexiko.   Den ligger i kommunen Tochtepec och delstaten Puebla, i den sydöstra delen av landet, 150 km öster om huvudstaden Mexico City. Chipiltepec ligger 2 015 meter över havet och antalet invånare är 772.
Terrängen runt Chipiltepec är platt åt sydost, men åt nordväst är den kuperad. Runt Chipiltepec är det ganska tätbefolkat, med 239 invånare per kvadratkilometer. Närmaste större samhälle är Tecamachalco, 11,3 km öster om Chipiltepec. Trakten runt Chipiltepec består till största delen av jordbruksmark.